# Masirana kawasawai
Masirana kawasawai är en spindelart som beskrevs av Komatsu 1970. Masirana kawasawai ingår i släktet Masirana och familjen Leptonetidae. Inga underarter finns listade i Catalogue of Life.